# Смерш

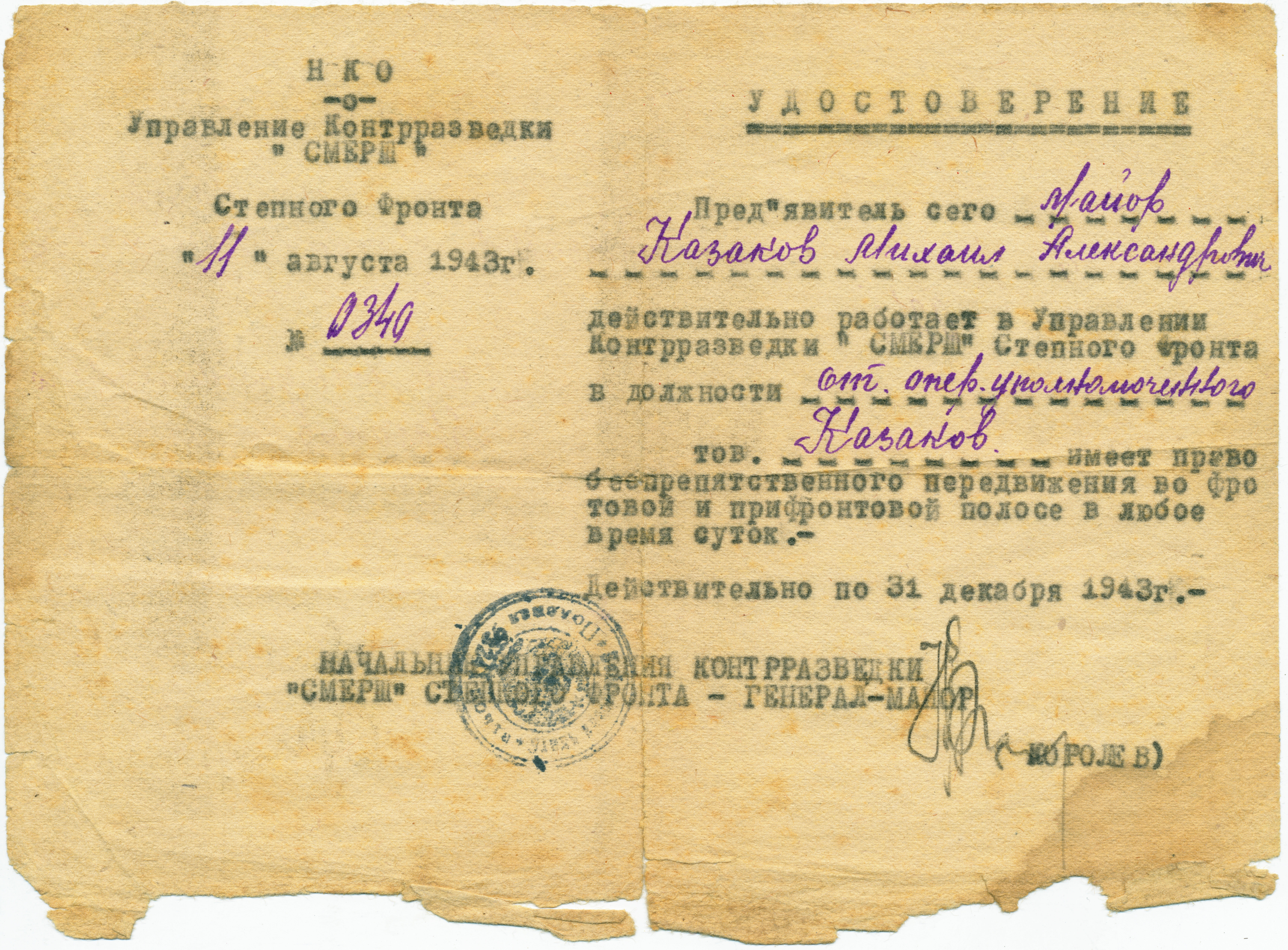
Удостоверение старшего оперуполномоченного майора «Смерш» Наркомата обороны Казакова М. А. за подписью генерал-майора Королёва Н. А. (1943)

«Смерш» (сокращение от «Смерть шпионам!») — название ряда независимых друг от друга контрразведывательных организаций в Советском Союзе во время Второй мировой войны.
- Главное управление контрразведки «Смерш» Наркомата обороны (НКО) — военная контрразведка, начальник — Виктор Абакумов. Подчинялось непосредственно наркому обороны Иосифу Сталину.
- Управление контрразведки «Смерш» Наркомата Военно-морского флота, начальник — генерал‑лейтенант береговой службы Пётр Гладков. Подчинялось наркому флота Николаю Кузнецову.
- Отдел контрразведки «Смерш» Наркомата внутренних дел, начальник — Семён Юхимович. Подчинялся наркому Лаврентию Берии.

## Организация
На предложение назвать контрразведку СМЕРНЕШ («Смерть немецким шпионам») Сталин отметил: «Речь идёт не только о борьбе с немецкими шпионами. У нас пасутся разведки и других стран. Назовём просто СМЕРШ».
19 апреля 1943 года секретным Постановлением СНК СССР № 415—138сс на базе Управления особых отделов (УОО) НКВД СССР были созданы:
- Главное управление контрразведки «Смерш» Народного комиссариата обороны СССР, начальник — комиссар государственной безопасности 2-го ранга В. С. Абакумов.
- Управление контрразведки «Смерш» Народного комиссариата Военно-морского флота СССР, начальник — комиссар государственной безопасности П. А. Гладков.

15 мая 1943 года, в соответствии с упомянутым постановлением СНК, для агентурно-оперативного обслуживания пограничных и внутренних войск, милиции и других вооружённых формирований Наркомата внутренних дел, приказом НКВД СССР № 00856 был создан Отдел контрразведки (ОКР) «Смерш» НКВД СССР, начальник — комиссар ГБ С. П. Юхимович, а в мае 1944 г. в связи с его переходом на другую работу начальником ОКР «Смерш» НКВД СССР был утверждён бывший заместитель начальника отдела кадров НКВД Владимир Иванович Смирнов, остававшийся на этой должности до конца войны.
Эти три структуры являлись независимыми контрразведывательными подразделениями и подчинялись только руководству данных ведомств. Главное управление контрразведки «Смерш» в НКО подчинялось напрямую наркому обороны Сталину, управление контрразведки «Смерш» НКВМФ подчинялось наркому флота Кузнецову, отдел контрразведки «Смерш» в Наркомате внутренних дел подчинялся непосредственно наркому Берии. Высказываемое некоторыми исследователями предположение, что Берия и Абакумов использовали структуры «Смерш» в целях взаимного контроля, не подтверждается документами из архивных источников.
21 апреля 1943 года И. В. Сталин подписал Постановление ГКО № 3222 сс/ов «Об утверждении положения о Главном управлении контрразведки НКО („Смерш“) и его органах на местах». Данное постановление находится на секретном хранении.
31 мая 1943 года И. В. Сталин подписал Постановление ГКО № 3461 сс/ов «Об утверждении Положения об Управлении контрразведки НКВМФ „Смерш“ и его органах на местах». Данное постановление находится на секретном хранении.
Первым приказом по личному составу ГУКР «Смерш» 29 апреля 1943 года (приказ № 1/сш) Нарком обороны СССР И. В. Сталин установил новый порядок присвоения званий офицерскому составу нового Главка, имевшему преимущественно «чекистские» спецзвания:

«В соответствии с утверждённым Государственным Комитетом Обороны положением о Главном Управлении Контрразведки Народного Комиссариата Обороны „СМЕРШ“ и его органах на местах, —

П Р И К А З Ы В А Ю :

1. Присвоить личному составу органов „СМЕРШ“ воинские звания, установленные Указом Президиума Верховного Совета Союза ССР в следующем порядке:

НАЧАЛЬСТВУЮЩЕМУ СОСТАВУ ОРГАНОВ „СМЕРШ“:

а) имеющим звание мл.лейтенант гос.безопасности — МЛ.ЛЕЙТЕНАНТ;

б) имеющим звание лейтенант гос.безопасности — ЛЕЙТЕНАНТ;

в) имеющим звание ст.лейтенант гос.безопасности — СТ.ЛЕЙТЕНАНТ;

г) имеющим звание капитан гос.безопасности — КАПИТАН;

д) имеющим звание майор гос.безопасности — МАЙОР;

е) имеющим звание подполковник гос.безопасности — ПОДПОЛКОВНИК;

е) имеющим звание полковник гос.безопасности — ПОЛКОВНИК.

2. Остальным лицам начальствующего состава, имеющим звание комиссар гос.безопасности и выше, — воинские звания присвоить в персональном порядке».

Однако, вместе с тем, есть достаточно примеров, когда военные контрразведчики-«смершевцы» (особенно это касается старших офицеров) носили персональные звания госбезопасности. Так, например, подполковник ГБ Г. И. Поляков (звание присвоено 11 февраля 1943 года) с декабря 1943-го по март 1945-го возглавлял отдел контрразведки «СМЕРШ» 109-й стрелковой дивизии.
Сотрудникам всех трёх ведомств «Смерш» надлежало носить форму одежды и знаки различия воинских частей и соединений, ими обслуживаемых.
26 мая 1943 года Постановлением СНК СССР № 592 СНК СССР (опубликовано в печати) руководящим работникам органов «Смерш» (НКО и НКВМФ) были присвоены общегенеральские звания.
Центральный аппарат ГУКР НКО СССР «Смерш» размещался вместе с НКВД и НКГБ в Москве на площади Дзержинского, д.2, на четвёртом и седьмом этажах.
Центральный аппарат УКР НКВМФ СССР размещался в Москве на Гоголевском бульваре, 16.
Начальник ГУКР НКО СССР «Смерш» В. С. Абакумов — единственный «армейский смершевец», несмотря на назначение его, по совместительству, заместителем Наркома обороны (занимал этот пост чуть более месяца — с 19.04 по 25.05.1943 г.), сохранял за собой вплоть до июля 1945 г «чекистское» спецзвание комиссар ГБ 2 ранга.
Начальник УКР НКВМФ СССР «Смерш» П. А. Гладков 24.07.1943 стал генерал-майором береговой службы, а начальник ОКР НКВД СССР «Смерш» С. П. Юхимович — оставался до июля 1945 г. комиссаром ГБ.

## Деятельность

Дело СМЕРШ по обвинению К. А. Чхеидзе, открытое 11.6.1945 (после капитуляции нацистской Германии)

В 1941 году Сталин подписал постановление ГКО СССР о государственной проверке (фильтрации) военнослужащих Красной армии, бывших в плену или в окружении войск противника. Аналогичная процедура осуществлялась и в отношении оперативного состава органов госбезопасности. Фильтрация военнослужащих предусматривала выявление среди них изменников, шпионов и дезертиров. Постановлением СНК от 6 января 1945 года при штабах фронтов начали функционировать отделы по делам репатриации, в работе которых принимали участие сотрудники органов «Смерш». Создавались сборно-пересыльные пункты для приёма и проверки советских граждан оказавшихся задержанными на территориях ранее подконтрольных немецким войскам и оккупационной администрации Третьего рейха, и теперь занимаемых наступающей Красной армией.
Главными противниками СМЕРШ в его контрразведывательной деятельности были: абвер (немецкая служба разведки и контрразведки в 1919—1944), полевая жандармерия и Главное управление имперской безопасности Германии, финская и румынская военные разведки.
Служба оперативного состава ГУКР СМЕРШ была крайне опасной — в среднем оперативник служил 3 месяца, после чего выбывал по смерти или ранению. Только во время боёв за освобождение Белоруссии погибли 236 и пропали без вести 136 военных контрразведчиков. Первым фронтовым контрразведчиком, удостоенным звания Героя Советского Союза (посмертно), был ст. лейтенант П. А. Жидков — оперуполномоченный отделения контрразведки «СМЕРШ» мотострелкового батальона 71-й механизированной бригады 9-го механизированного корпуса 3-й гвардейской танковой армии.
Отделы контрразведки «Смерш» в войсках НКВД решали следующие задачи:
- Проведение оперативно-разыскных мероприятий, направленных на борьбу со шпионской, диверсионной, террористической и иной подрывной деятельностью иностранных разведок в частях войск НКВД и среди их окружения;
- Борьба с антисоветскими элементами, проникшими в части войск НКВД;
- Изучение и проверка военнослужащих, зачисленных на службу в войска, бывших в плену и окружении противника;
- Борьба с предательством и изменой Родине, дезертирством и членовредительством в частях войск НКВД;
- Проведение через командование профилактических мероприятий для предупреждения противоправных действий военнослужащих и происшествий с их участием;
- Осуществление расследований по фактам противоправных действий, гибели военнослужащих войск НКВД, сотрудников и агентов контрразведки «Смерш»;
- Возбуждение уголовных дел и проведение следствия по делам, отнесённым к компетенции органов «Смерш» НКВД;
- Обеспечение безопасности в войсках в период проведения государственных праздников и важных политических событий;
- Выполнение специальных заданий Народного комиссара внутренних дел;

Для осуществления этих задач Отдел контрразведки «Смерш» и его органы на местах имели право:
- вести агентурно-осведомительную работу;
- производить в установленном законом порядке выемки, обыски и аресты военнослужащих войск НКВД, а также связанных с ними лиц из гражданского населения, подозреваемых в преступной деятельности.
- проводить следствие по делам арестованных с последующей передачей дел по согласованию с органами прокуратуры на рассмотрение соответствующих судебных органов или Особого совещания при Народном комиссариате внутренних дел СССР;
- применять различные специальные мероприятия, направленные на выявление преступной деятельности агентуры иностранных разведок и антисоветских элементов;
- вызывать без предварительного согласования с командованием в случаях оперативной необходимости и для допросов рядовой и командно-начальствующий состав войск НКВД;

В результате оперативно — разыскной деятельности органов контрразведки «Смерш» за период с мая 1943 по август 1944 года, в войсках НКВД и их окружении были выявлены: 293 изменника Родине, 100 подозреваемых в шпионаже, 76 пособников немецких оккупантов, 356 дезертиров, 58 человек, вынашивающих террористические намерения.

### Режимные мероприятия
Деятельность ГУКР СМЕРШ включала фильтрацию солдат, вернувшихся из плена, а также предварительную зачистку прифронтовой полосы от немецкой агентуры и антисоветских элементов (совместно с войсками НКВД по охране тыла действующей армии и территориальными органами НКВД). СМЕРШ принимал активное участие в розыске, задержании и ведении следствия по делам советских граждан, действовавших в антисоветских вооружённых группах, воевавших на стороне Германии, таких как Русская освободительная армия.

### Надзор
Вместе с тем СМЕРШ выполнял функцию тайной полиции в войсках, в каждом соединении имелся свой особист, который вёл дела на солдат и офицеров, имеющих проблемные биографии, и вербовал агентуру. Для слежки и контроля над инакомыслием СМЕРШ создал и поддерживал целую систему слежки за гражданами в тылу и на фронте. Угрозы расправы приводили к сотрудничеству с секретной службой и к безосновательным обвинениям против военнослужащих и гражданского населения.
Также СМЕРШ играл большую роль в распространении сталинской системы террора на страны Восточной Европы, где установились дружеские к Советскому Союзу режимы. Так, например, на территории Польши и Германии после войны некоторые бывшие нацистские концлагеря продолжали функционировать «под эгидой» СМЕРШ как место репрессий идеологических противников новых режимов. (В качестве обоснования приводится информация, что в бывшем нацистском концлагере Бухенвальд ещё несколько лет после войны содержалось свыше 60 тыс. противников социалистического выбора. Однако согласно советским архивным данным, в 1945—1950 годах через лагерь прошло 28 455 заключённых.

### Радиоигры
Одной из форм борьбы с противниками были радиоигры. С 1943 года до окончания войны одних только радиоигр центральным аппаратом ГУКР СМЕРШ НКО СССР и его фронтовыми управлениями было проведено 186. В ходе этих «игр» на советскую территорию удалось вывести свыше 400 кадровых сотрудников и гитлеровских агентов, захватить десятки тонн грузов. Можно назвать такие операции, основанные на радиоиграх, как:
- «Ястреб»,
- «Львов»,
- «Бандура»,
- «Дуэт»,
- «Казбек»,
- «Контролёры»,
- «Лесники»,
- «Связисты»,
- «Арийцы»,
- «Янус»,
- «Приятели»,
- «Трезуб»,
- «Туман»
- и многие другие.

### Внесудебные расправы
Вопреки распространённому мнению, органы СМЕРШ не могли приговорить кого-либо к заключению или расстрелу, так как не являлись судебными органами, но задержанные нередко расстреливались во внесудебном порядке без каких-либо формальностей, «по законам военного времени». Поскольку такие внесудебные расправы не протоколировались и нигде не учитывались, точное количество «изменников родины», расстрелянных без суда и следствия, остаётся неизвестным; советская контрразведка не знала жалости — так комментирует эту ситуацию доктор исторических наук В. Л. Телицын. Формально приговоры выносил военный трибунал или Особое Совещание при НКВД СССР, а санкцию на аресты среднего командного состава контрразведчики должны были получать от Военного совета армии или фронта, старшего и высшего начальствующего состава — от наркома обороны. Этой процедуре следовали не всегда, задержания проводились без этих санкций и арестами не назывались. Даже лица высшего офицерского состава (советские генералы и маршалы) могли содержаться до суда (или решения Особого совещания) под стражей несколько лет, не говоря уже о лицах старшего и среднего состава.

## После войны
25 февраля 1946 года Наркомат обороны и Наркомат ВМФ были объединены в Наркомат вооружённых сил (преобразован 15 марта того же года в Министерство). 4 мая 1946 года Главное управление контрразведки «Смерш» при Министерстве вооружённых сил было передано в Министерство государственной безопасности СССР и преобразовано в 3-е главное управление МГБ, преобразованное в марте 1953 года в 3-е управление МВД СССР, а позже — в Третье главное управление КГБ СССР, также выполнявшее функции военной контрразведки.

## Руководители ГУКР СМЕРШ

### Начальник
Абакумов, Виктор Семёнович (19 апреля 1943 — 4 мая 1946 г.), комиссар ГБ 2-го ранга, с 9 июля 1945 г. — генерал-полковник. Начальник Главного управления контрразведки (ГУКР) «СМЕРШ» подчинялся непосредственно И. В. Сталину как наркому обороны.

### Заместители начальника
- Селивановский, Николай Николаевич (19 апреля 1943 — 4 мая 1946 г.), комиссар ГБ 3-го ранга, с 26 мая 1943 г. — генерал-лейтенант.
- Мешик, Павел Яковлевич (19 апреля 1943 — 17 декабря 1945 г.), комиссар ГБ 3-го ранга, с 26 мая 1943 г. — генерал-лейтенант.
- Бабич, Исай Яковлевич (19 апреля 1943 — 4 мая 1946 г.), комиссар ГБ, с 26 мая 1943 г. — генерал-лейтенант.
- Врадий, Иван Иванович (26 мая 1943 — 4 мая 1946 г.), генерал-майор, с 25 сентября 1944 г. — генерал-лейтенант.

### Помощники начальника
Кроме заместителей, начальник ГУКР СМЕРШ имел 16 помощников, каждый из которых курировал деятельность одного из фронтовых Управлений контрразведки СМЕРШ.
- Авсеевич, Александр Александрович (апрель — июнь 1943 г.), полковник ГБ, с 26 мая 1943 г. — генерал-майор.
- Болотин, Григорий Самойлович (1943 — 4 мая 1946 г.), полковник ГБ, с 26 мая 1943 г. — генерал-майор.
- Рогов, Вячеслав Павлович (май 1943 — июль 1945 г.), генерал-майор.
- Тимофеев, Пётр Петрович (сентябрь 1943 — 4 мая 1946 г.), генерал-майор, с 1944 г. — генерал-лейтенант (УКР СМЕРШ Степного, с 16.10.1943 2-го Украинского фронтов).
- Прохоренко, Константин Павлович (29 апреля 1943 — 4 октября 1944 г.), полковник ГБ, с 26 мая 1943 г. — генерал-майор.
- Москаленко, Иван Иванович (май 1943 — 4 мая 1946 г.), полковник ГБ, с 6 мая 1943 г. — генерал-майор, с 21 июля 1944 г. — генерал-лейтенант.
- Мисюрев, Александр Петрович (29 апреля 1943 — 4 мая 1946 г.), полковник ГБ, с 26 мая 1943 г. — генерал-майор.
- Кожевников, Сергей Фёдорович (29 апреля 1943 — 4 мая 1946 г.), полковник ГБ, с 26 мая 1943 г. — генерал-майор.
- Ширманов, Виктор Тимофеевич (на июль 1943 г.), полковник, с 31 июля 1944 г. — генерал-майор. (УКР СМЕРШ Центрального, с 16.10.1943 Белорусского фронтов).

## Известные работники СМЕРШ
Всего за годы войны четверо сотрудников СМЕРШа были удостоены высшей награды — звания Героя Советского Союза:
- старший лейтенант Пётр Анфимович Жидков,
- лейтенант Григорий Михайлович Кравцов,
- лейтенант Михаил Петрович Крыгин,
- лейтенант Василий Михайлович Чеботарёв.

Все четверо удостоены этого звания посмертно.
Например, ст. лейтенант А. Ф. Калмыков, оперативно обслуживавший батальон 310 сд., был награждён посмертно орденом Красного Знамени за следующий подвиг. В январе 1944 г. личный состав батальона пытался овладеть штурмом деревней Осия Новгородской области. Наступление было остановлено сильным огнём противника. Повторные атаки результатов не давали. По договорённости с командованием Калмыков возглавил группу бойцов и с тыла проник в деревню, обороняемую сильным вражеским гарнизоном. Внезапный удар вызвал у немцев замешательство, однако их численное превосходство позволило окружить смельчаков. Тогда Калмыков вызвал по рации «огонь на себя». После освобождения деревни на её улицах кроме тел погибших советских воинов было обнаружено около 300 трупов солдат и офицеров противника, уничтоженных группой Калмыкова и огнём советских орудий и миномётов.

## Структура
В состав ГУКР «Смерш» с апреля 1943 года входили следующие отделы, начальники которых были утверждены 29 апреля 1943 года приказом № 3 /сш наркома обороны Иосифа Сталина:
- 1-й отдел — агентурно-оперативная работа в центральном аппарате Наркомата обороны (начальник — полковник ГБ, затем генерал-майор Горгонов Иван Иванович)
- 2-й отдел — работа среди военнопленных, проверка военнослужащих Красной Армии, бывших в плену (начальник — подполковник ГБ Карташев Сергей Николаевич)
- 3-й отдел — борьба с агентурой, забрасываемой в тыл Красной Армии (начальник — полковник ГБ Утехин Георгий Валентинович)
- 4-й отдел — работа на стороне противника для выявления агентов, забрасываемых в части Красной Армии (начальник — полковник ГБ Тимофеев Пётр Петрович)
- 5-й отдел — руководство работой органов «Смерш» в военных округах (начальник — полковник ГБ Зеничев Дмитрий Семёнович)
- 6-й отдел — следственный (начальник — подполковник ГБ Леонов Александр Георгиевич)
- 7-й отдел — оперативный учёт и статистика, проверка военной номенклатуры ЦК ВКП(б), НКО, НКВМФ, шифрработников, допуск к совершенно секретной и секретной работе, проверка работников, командируемых за границу (начальник — полковник Сидоров А. Е.; назначен позднее, в приказе данные отсутствуют)
- 8-й отдел — оперативной техники (начальник — подполковник ГБ Шариков Михаил Петрович)
- 9-й отдел — обыски, аресты, наружное наблюдение (начальник — подполковник ГБ Кочетков Александр Евстафьевич)
- 10-й отдел — Отдел «С» — специальных заданий (начальник — майор ГБ Збраилов Александр Михайлович)
- 11-й отдел — шифровальный (начальник — полковник ГБ Чертов Иван Александрович)
- Политотдел — полковник Сиденьков Никифор Матвеевич
- Отдел кадров — полковник ГБ Врадий Иван Иванович
- Административно-финансово-хозяйственный отдел — подполковник ГБ Половнев Сергей Андреевич
- Секретариат — полковник Чернов Иван Александрович

Численность центрального аппарата ГУКР «Смерш» НКО составляла 646 человек.
Начальник Отдела контрразведки «Смерш» НКВД СССР, как руководитель самостоятельного структурного подразделения, подчинялся лично наркому внутренних дел, ему, в свою очередь, подчинялись два заместителя, начальники шести отделений, двух спецгрупп и секретариата. Все подразделения контрразведки «Смерш» НКВД имели строгую вертикальную подчинённость.
Численность центрального аппарата Отдела контрразведки «Смерш» НКВД составляла 94 человека.
Структура центрального аппарата ОКР «Смерш» НКВД СССР состояла из руководства (начальник и два его заместителя) и следующих подразделений:
- секретариата;
- спецгруппы;
- группы оперативного учёта;
- 1-е отделения — агентурно-оперативная работа по центральным управлениям войск НКВД СССР;
- 2-е отделения — руководство агентурно-оперативной работой ОКР «Смерш» в войсках НКВД по охране тыла Действующей Красной Армии;
- 3-е отделения — руководство агентурно-оперативной работой в ОКР «Смерш» в пограничных войсках НКВД;
- 4-е отделения — руководство агентурно-оперативной работой ОКР «Смерш» во внутренних, железнодорожных, промышленных, конвойных войсках НКВД и МПВО;
- 5-е отделения — следственного;
- 6-е отделения — организационно-мобилизационного.

К августу 1943 года система органов военной контрразведки «Смерш» в частях и соединениях войск НКВД включала:
- ОКР «Смерш» НКВД охраны тыла фронтов — 12 органов;
- ОКР «Смерш» НКВД Украинского и Северокавказского округов внутренних войск;
- ОКР «Смерш» НКВД погранокругов — 10 органов;
- ОКР «Смерш» НКВД Отдельной мотострелковой дивизии особого назначения им. Ф. Э. Дзержинского (ОМСДОН);
- ОКР «Смерш» НКВД Отдельной мотострелковой бригады особого назначения войск НКВД (ОМСБОН);
- ОКР «Смерш» НКВД в Москве, Куйбышеве, Новосибирске и Свердловске, где находились части и соединения войск НКВД, которые охраняли особо важные предприятия и железнодорожные узлы.
- ОКР «Смерш» НКВД по охране тыла фронтов постоянно переформировывались в соответствии с упразднением, образованием или переименованием фронтов.

Бывшие особые отделы НКВД пограничных округов, войск НКВД по охране тыла Действующей армии, округов внутренних войск НКВД и подчинённых им органов реорганизовывались в подразделения контрразведки «Смерш» НКВД: в пограничных округах, в отрядах, полках, отдельных комендатурах — в отделы, отделения и группы «Смерш»; во внутренних войсках аналогичные структуры — в стрелковых дивизиях и бригадах. Все указанные подразделения подчинялись только вышестоящим контрразведывательным подразделениям «Смерш» НКВД.
В то же время отделы-отделения контрразведки «Смерш» НКВД — УНКВД в союзных и автономных республиках, краях и областях подчинялись непосредственно соответствующим наркомам внутренних дел и начальникам управлений НКВД.
Помимо оперативной работы в войсках ОКР «Смерш» НКВД и его подчинённые подразделения «Смерш» в НКВД — УНКВД осуществляли контрразведывательное обеспечение учреждений органов НКВД. При этом особое внимание обращалось на подбор, изучение и проверку персонала всех структурных подразделений аппарата, включая хозяйственные и обслуживающие (столовые, магазины военторгов, подсобные хозяйства, мастерские, гаражи и т. д.). К их числу относились подразделения милиции, пожарной охраны, местной противовоздушной обороны, архивы и другие.
Для укомплектования ОКР «Смерш» НКВД до штатной численности из военнослужащих войск НКВД было отобрано 500 человек.
В качестве кандидатов на работу в органах безопасности рассматривались лица из числа лучших офицеров и сержантов, в возрасте от 21 до 30 лет, члены и кандидаты ВКП(б) и члены ВЛКСМ, имеющие образование не ниже 7 классов, физически здоровые
В 1945 году в составе органов контрразведки НКВД СССР образуются отделы контрразведки «СМЕРШ» по охране тыла: Группы советских оккупационных войск в Германии, Северной группы войск в Польше, Центральной группы войск в Австрии и Южной группы войск в Венгрии. 
Структура центрального аппарата УКР «Смерш» НКВМФ СССР была следующей:
- Секретариат
- 1-й отдел (центральные органы ВМФ)
- 2-й отдел (руководство органами СМЕРШ флотов и флотилий)
- 3-й отдел (руководство органами СМЕРШ гарнизонов, тыловых органов, учреждений ВМФ)
- 4-й отдел (оперучет, статистика)
- Следственная часть
- Оперативное отделение
- Отделение шифровальной связи
- Отделение оперативной техники
- Отдел кадров
- Административно-хозяйственный и финансовый отдел

## Образцы документов

Ордер на арест, 1944
Протокол допроса, 1943
Протокол допроса, 1944
Обвинительное заключение, 1944

## «Смерш» в искусстве
Благодаря множеству научно-публицистических статей, литературных произведений и художественных фильмов наибольшей известностью пользуется «Смерш» Наркомата обороны СССР.
- Роман «В августе сорок четвёртого» («Момент истины») Владимира Богомолова. В книге речь идёт о работе низового звена «Смерша» — розыскников-офицеров, непосредственно занимающихся поиском заброшенной в тыл Красной армии разведгруппы противника. Характерная особенность — автор приводит реальные документы, из которых убрана служебная информация (гриф секретности, резолюции, кто передал, кто принял и т. п.) — рапорты, телеграммы, докладные записки, приказы, информационные сообщения, отражающие работу «Смерша» по розыску немецких агентов-парашютистов, благодаря чему роман приобретает черты документальности. Само слово «Смерш» в романе ни разу не упоминается.
- «В августе 44-го…» — российско-белорусский художественный фильм 2000 года режиссёра Михаила Пташука, экранизация романа Владимира Богомолова. В ролях: Евгений Миронов, Владислав Галкин, Юрий Колокольников, Александр Балуев и другие.
- «СМЕРШ» — сериал (2007 год), 4 серии. Первые месяцы после окончания Великой Отечественной войны. В белорусских лесах скрывается сотня бывших полицаев и предателей, объединившихся в отряд. Они жестоко убивают советских солдат, нападают на городки и села, не щадят ни женщин, ни детей. Ликвидация бандитского отряда поручена группе профессионалов из СМЕРШ. Режиссёр Зиновий Ройзман. В ролях: Андрей Егоров, Антон Макарский, Антон Семкин, Андрей Соколов и другие.
- «Смерть шпионам!» — сериал (2007 год), 8 серий. 1944 год. Капитан контрразведки получает задание выявить «крота» в одном из подразделений Советской Армии, в ходе которой ему приходится разбираться с загадками, происходящими в месте расположения бывшей ставки Гитлера в Виннице, а также предотвратить проведение гитлеровцами спецоперации «Глас Божий». Режиссёр Сергей Лялин. В ролях: Никита Тюнин, Александр Песков, Александр Яценко и другие. Премьера была приурочена к 66-й годовщине начала Великой Отечественной войны
- «Смерть шпионам!» — российская компьютерная игра (дата выхода — 2 марта 2007 года), в жанре stealth-action, от компании Haggard Games.
- В романе «Казино „Рояль“» Яна Флеминга проигравшегося советского разведчика Ле Шиффра (Намбера) убивает появившийся агент СМЕРШа. Он же оставляет метку лезвием ножа на руке Джеймса Бонда, убивать которого у него приказа не было.
- Трилогия «СМЕРШ» — многосерийный шпионский боевик о противостоянии секретной разведслужбы СССР и Третьего Рейха в годы Великой Отечественной войны (сериал 2019) Режиссёр: Олег Фомин. В ролях: Алексей Макаров, Владислав Котлярский, Олег Фомин и др. Фильм создан по мотивам книг В. В. Веденева «Взять свой камень», «Камера смертников» и «Дорога без следов». «От героя до предателя — один шаг».).